# Crematogaster sewellii
Crematogaster sewellii är en myrart som beskrevs av Auguste-Henri Forel 1891. Crematogaster sewellii ingår i släktet Crematogaster och familjen myror.

## Underarter
Arten delas in i följande underarter:
- C. s. acis
- C. s. dentata
- C. s. improba
- C. s. marnoi
- C. s. mauritiana
- C. s. sewellii

## Bildgalleri

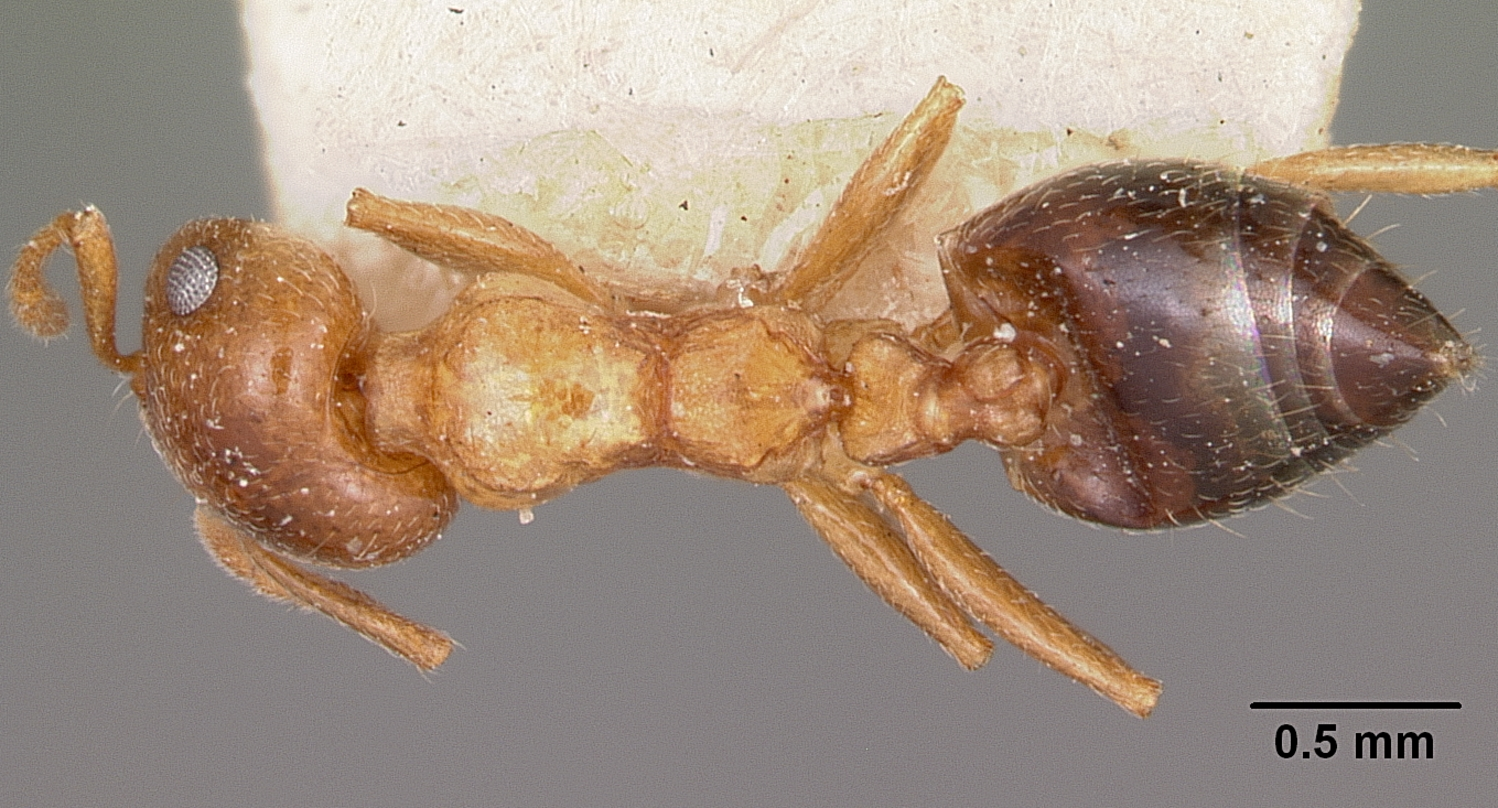
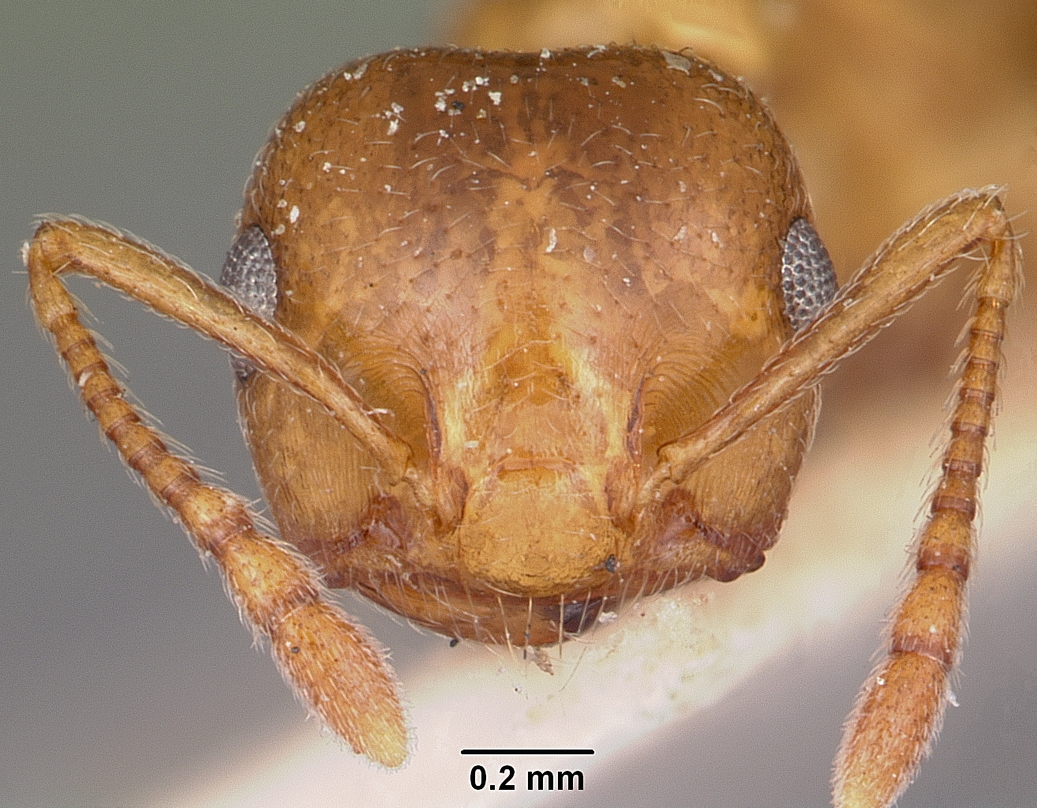
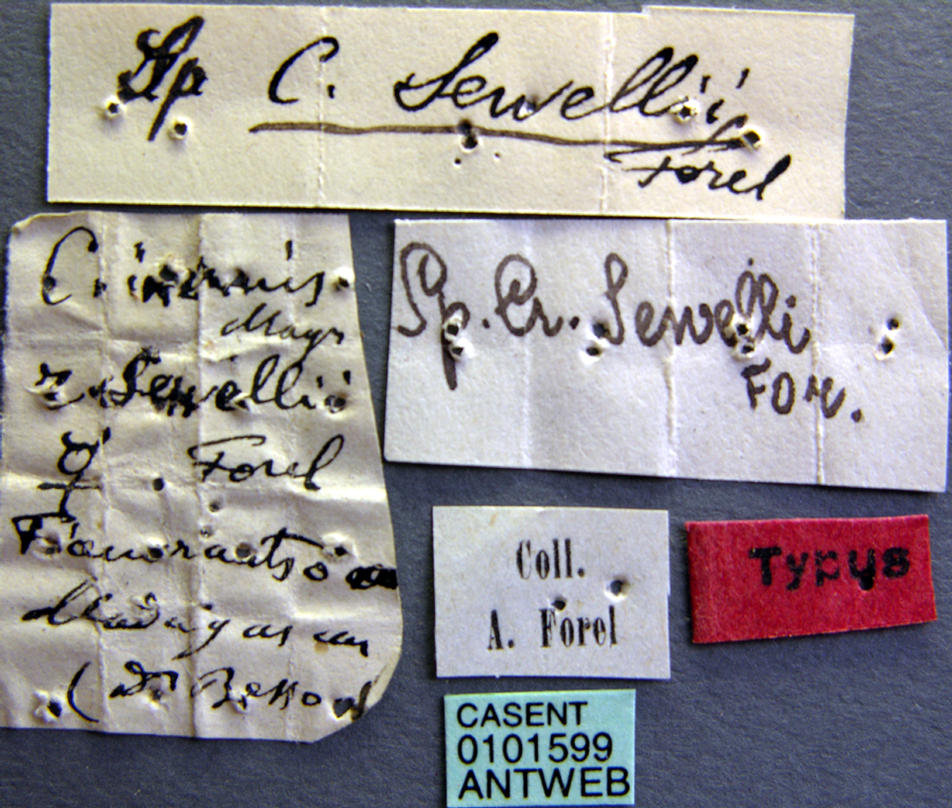
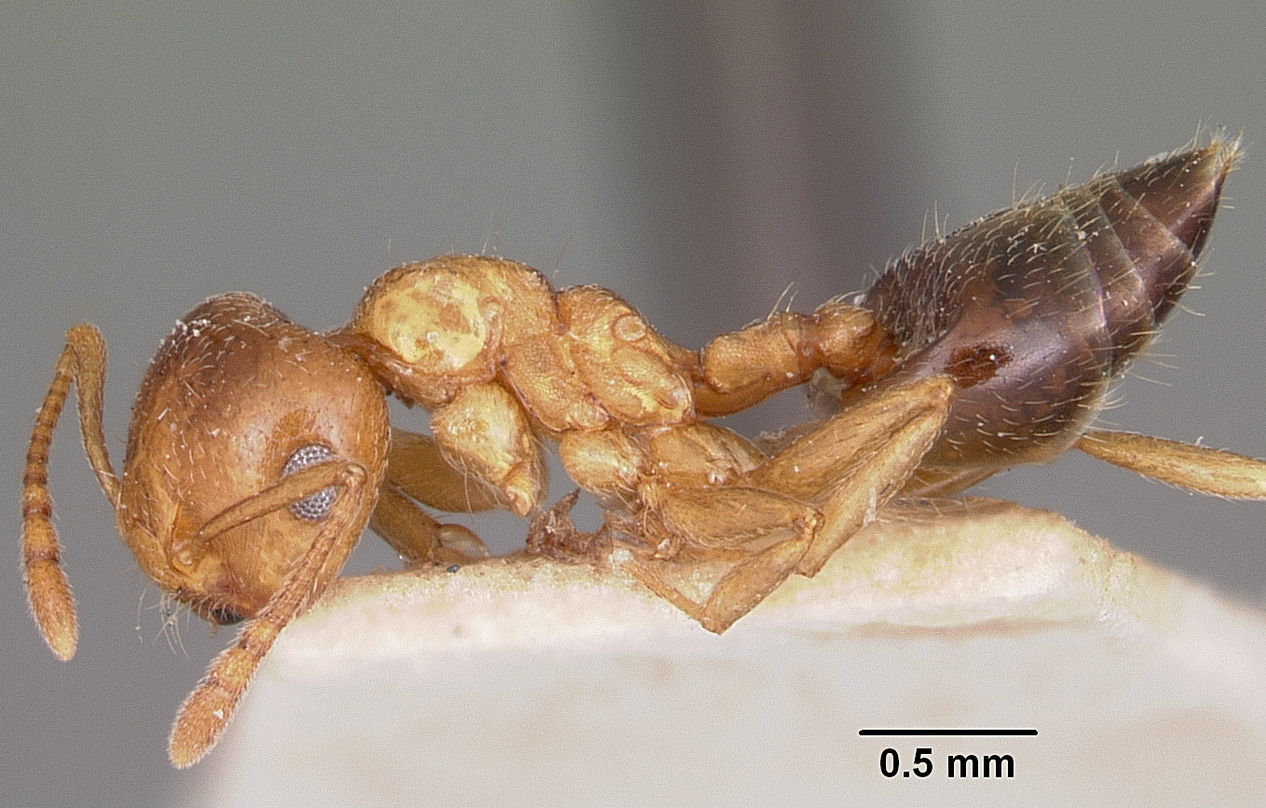
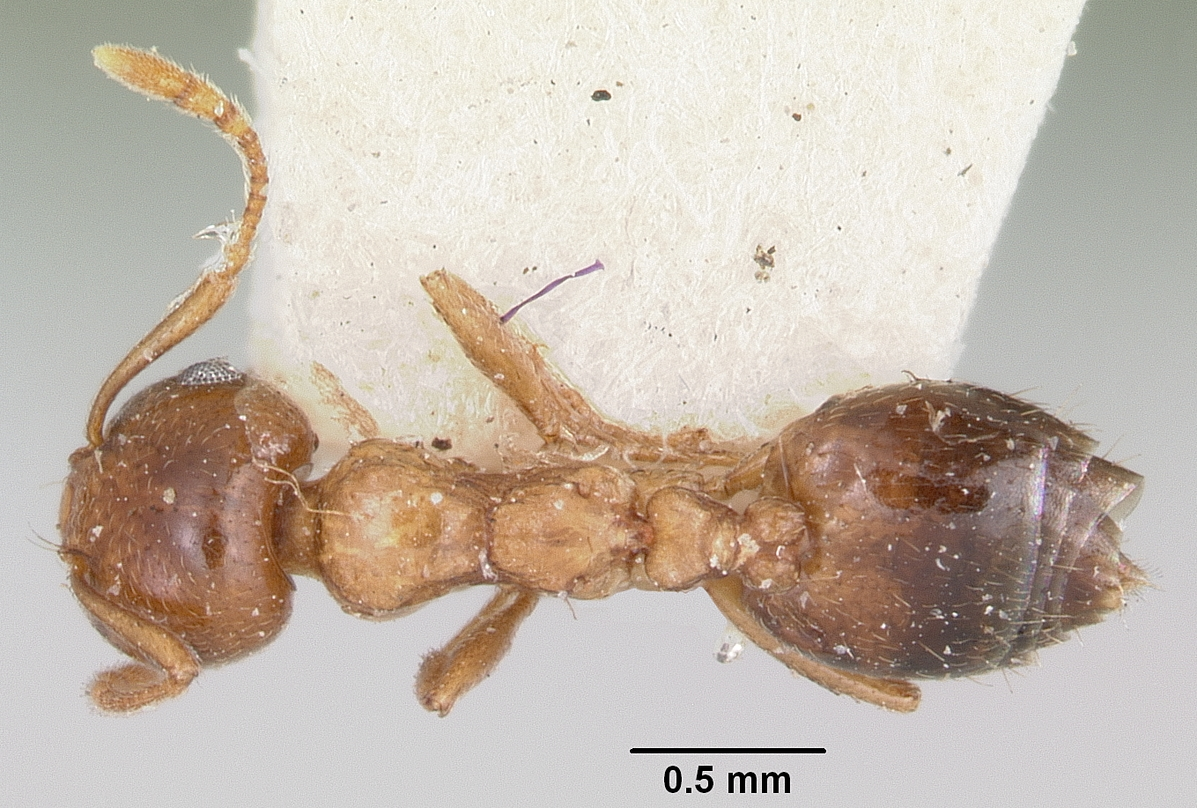
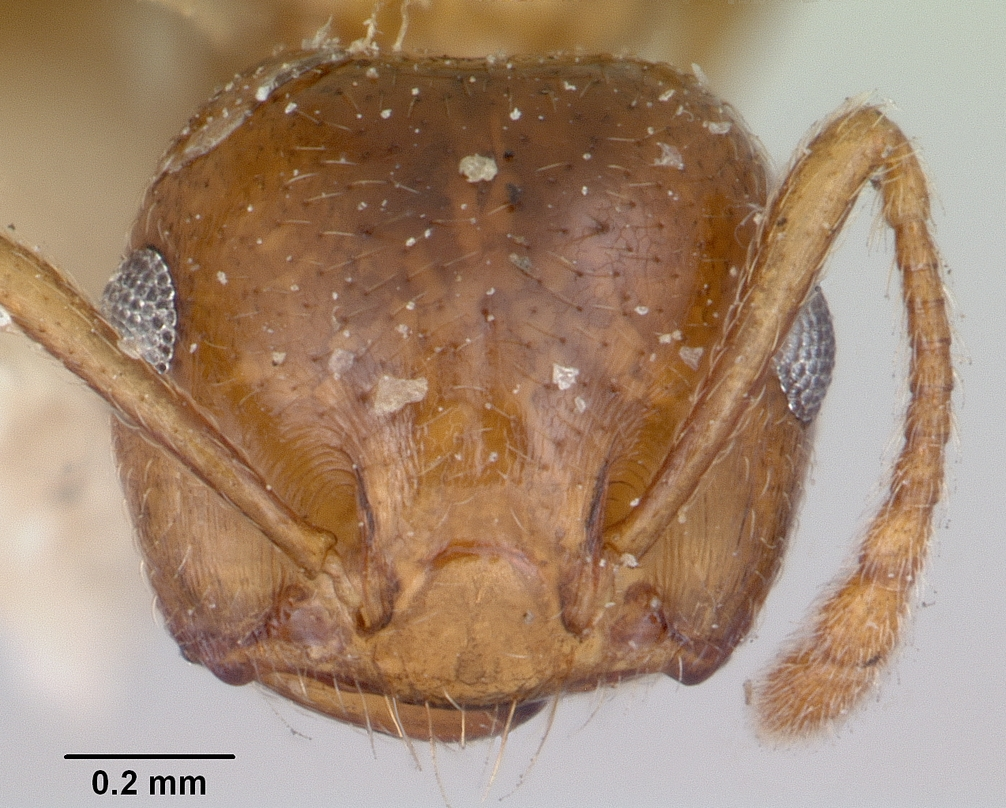